# Pieris brassicae
La cavolaia maggiore (Pieris brassicae (Linnaeus, 1758)), è un Lepidottero appartenente alla famiglia Pieridae.

## Descrizione

### Adulto
L'area apicale scura, presente sulla parte superiore dell'ala anteriore, è più allungata rispetto a Pieris rapae, raggiungendo almeno la III venatura.
Può essere distinta dalle altre specie affini del genere Pieris anche per le maggiori dimensioni (apertura alare di 5,5 – 7 cm). Le parti inferiori dell'ala posteriore hanno una tonalità di fondo gialla nella prima generazione, che diventa più pallida nella generazione successiva.
Durante l'estate questi lepidotteri hanno una traccia nera intensa nella parte apicale. Le femmine sono contraddistinte dalla presenza di due macchie nere e da una banda nera sulle ali anteriori.
La sua predilezione per le foglie di cavolo spiega il motivo per cui è stata a lungo considerata un flagello dagli orticoltori. Più di recente ha subito una flessione, tanto da risultare rara in talune regioni.

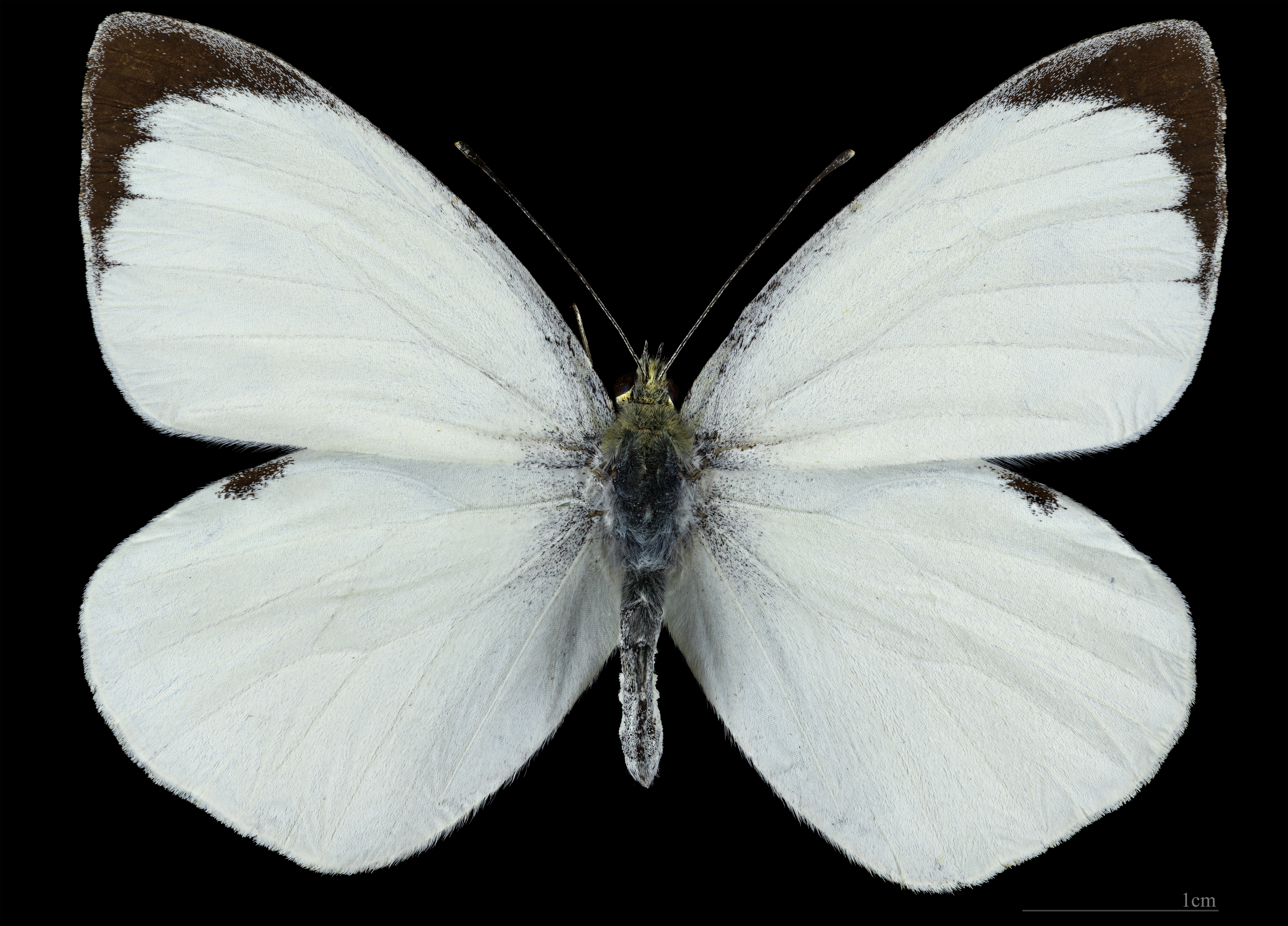
Pieris brassicae ♂
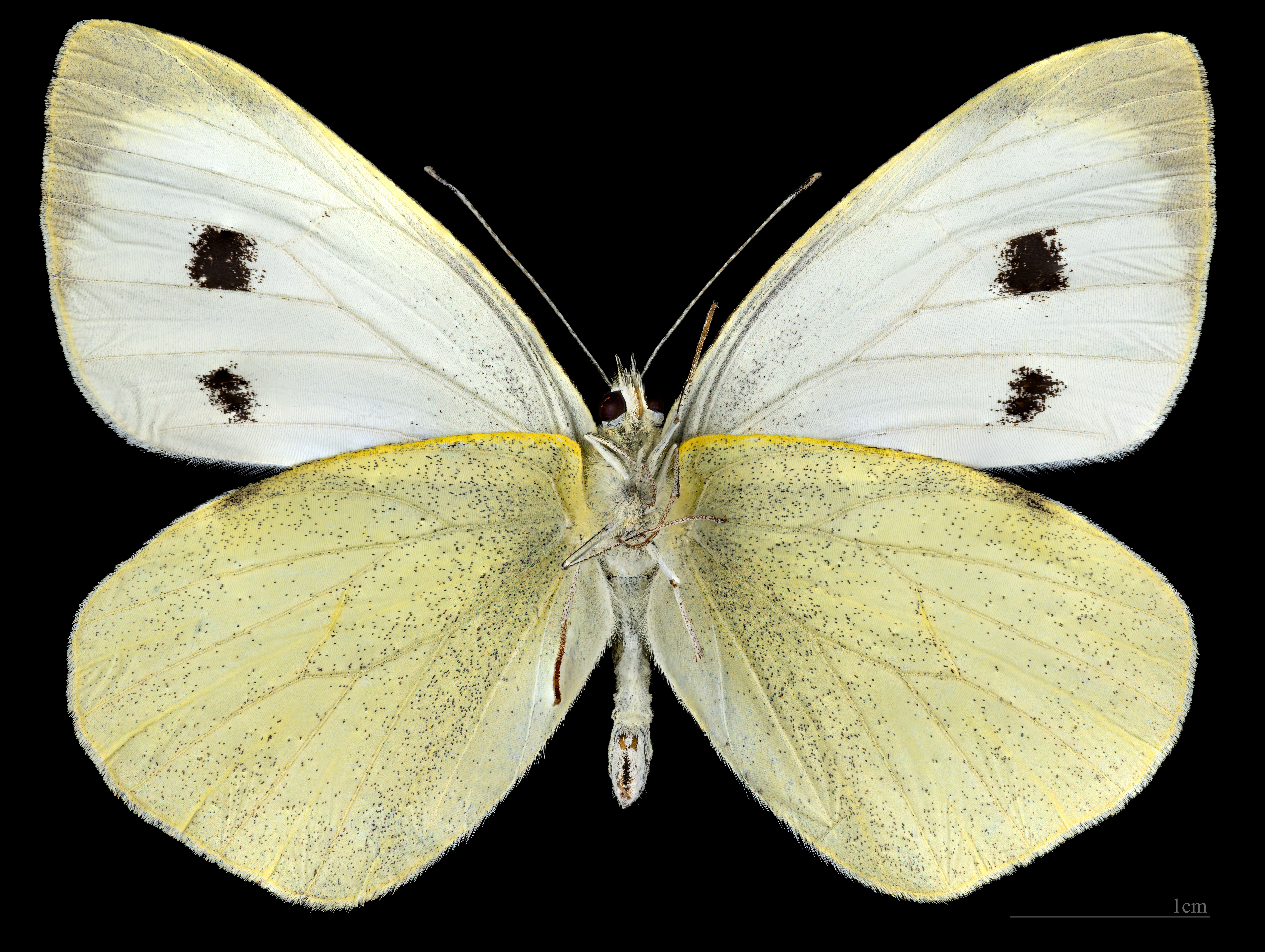
Pieris brassicae ♂  △
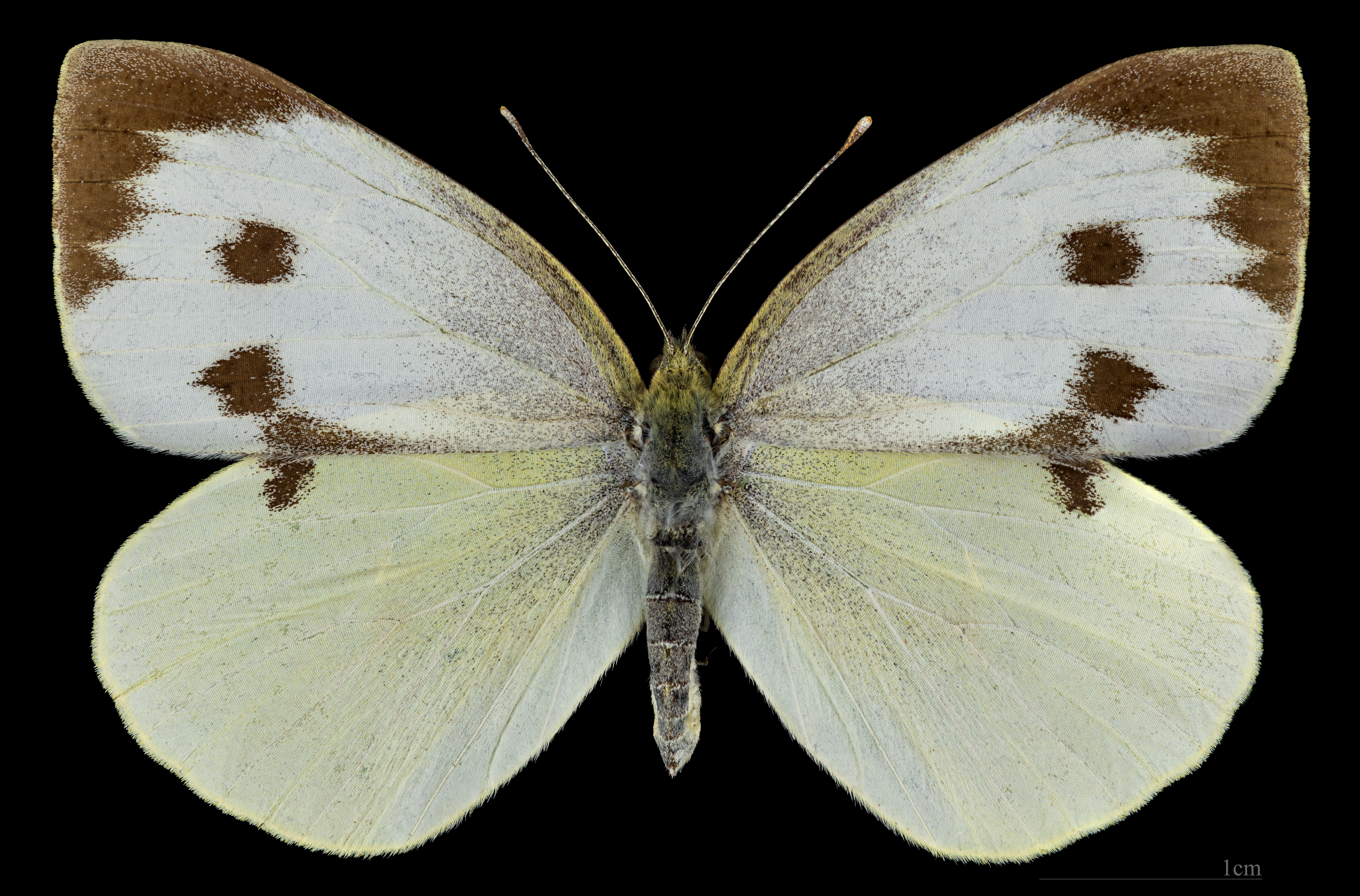
Pieris brassicae ♀
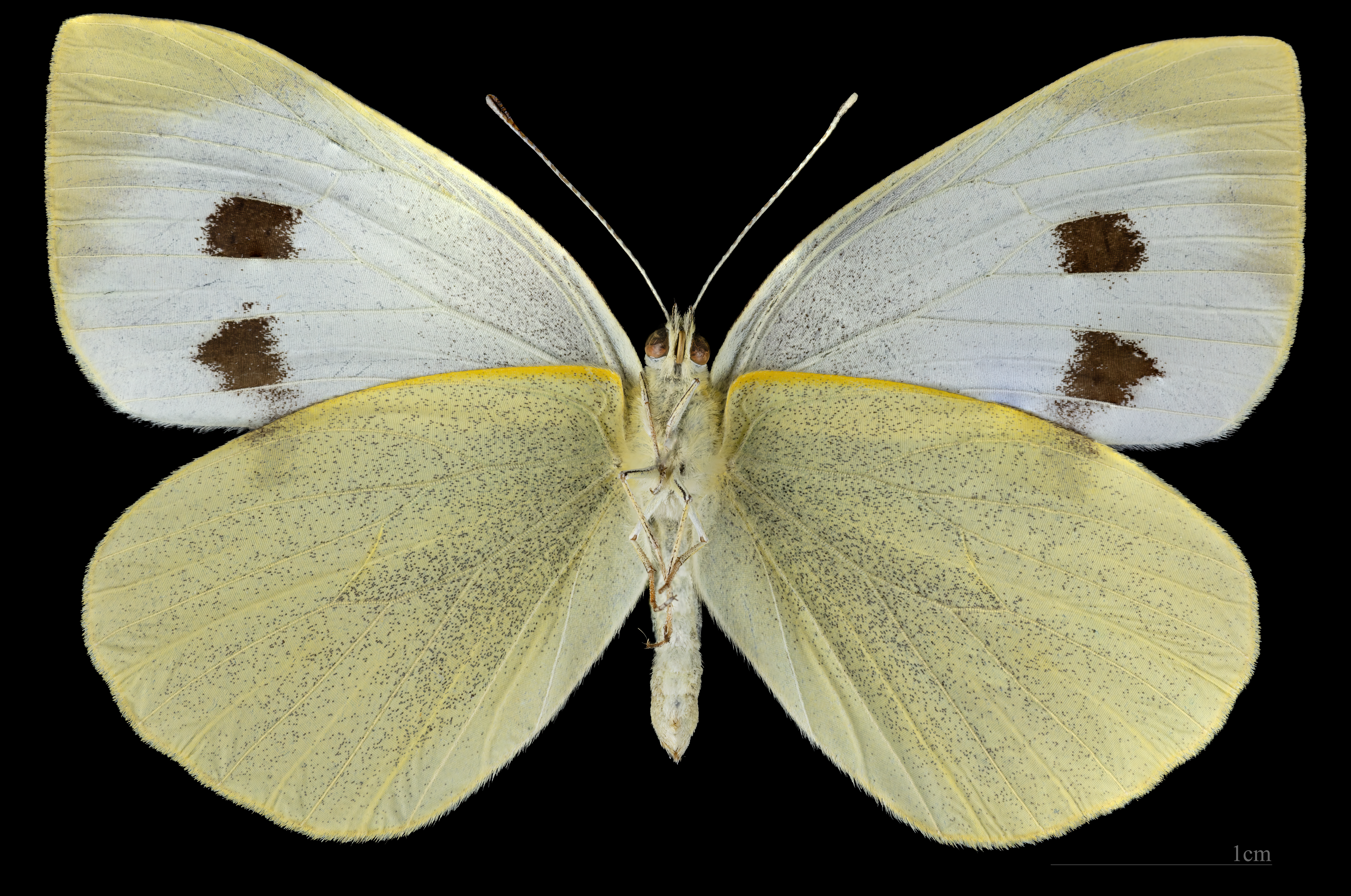
Pieris brassicae  ♀ △

### Uova
Le uova vengono deposte da aprile a settembre, in gruppi di 50-100, e sono di un colore giallo brillante. Possono essere rinvenute solitamente sulla pagina inferiore delle foglie.

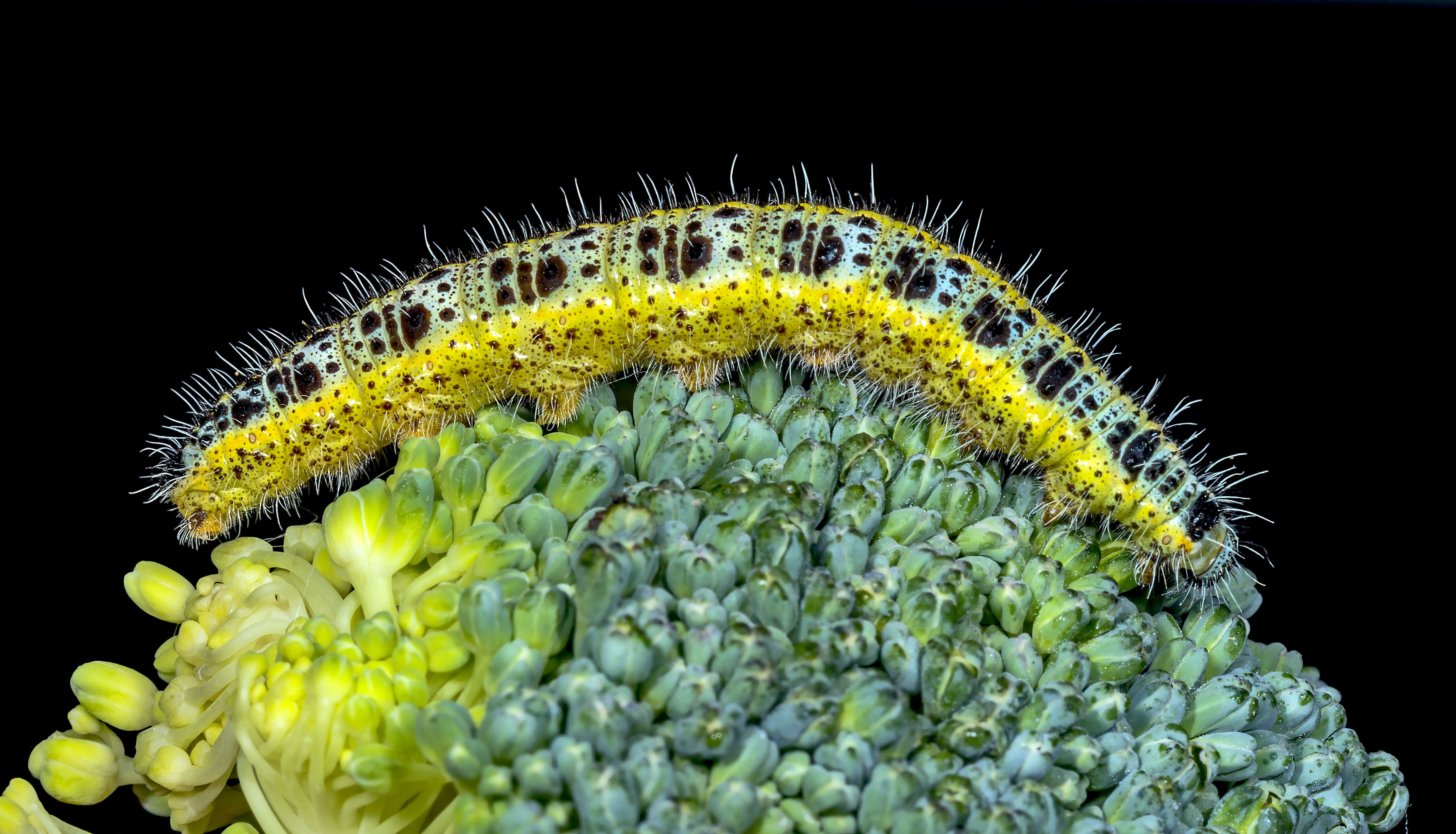
Larva di Pieris brassicae

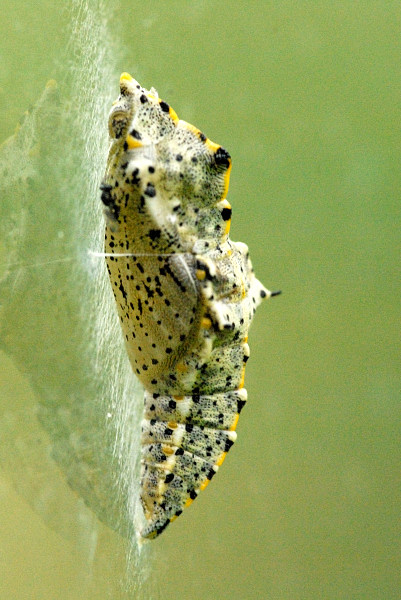
Pupa di Pieris brassicae

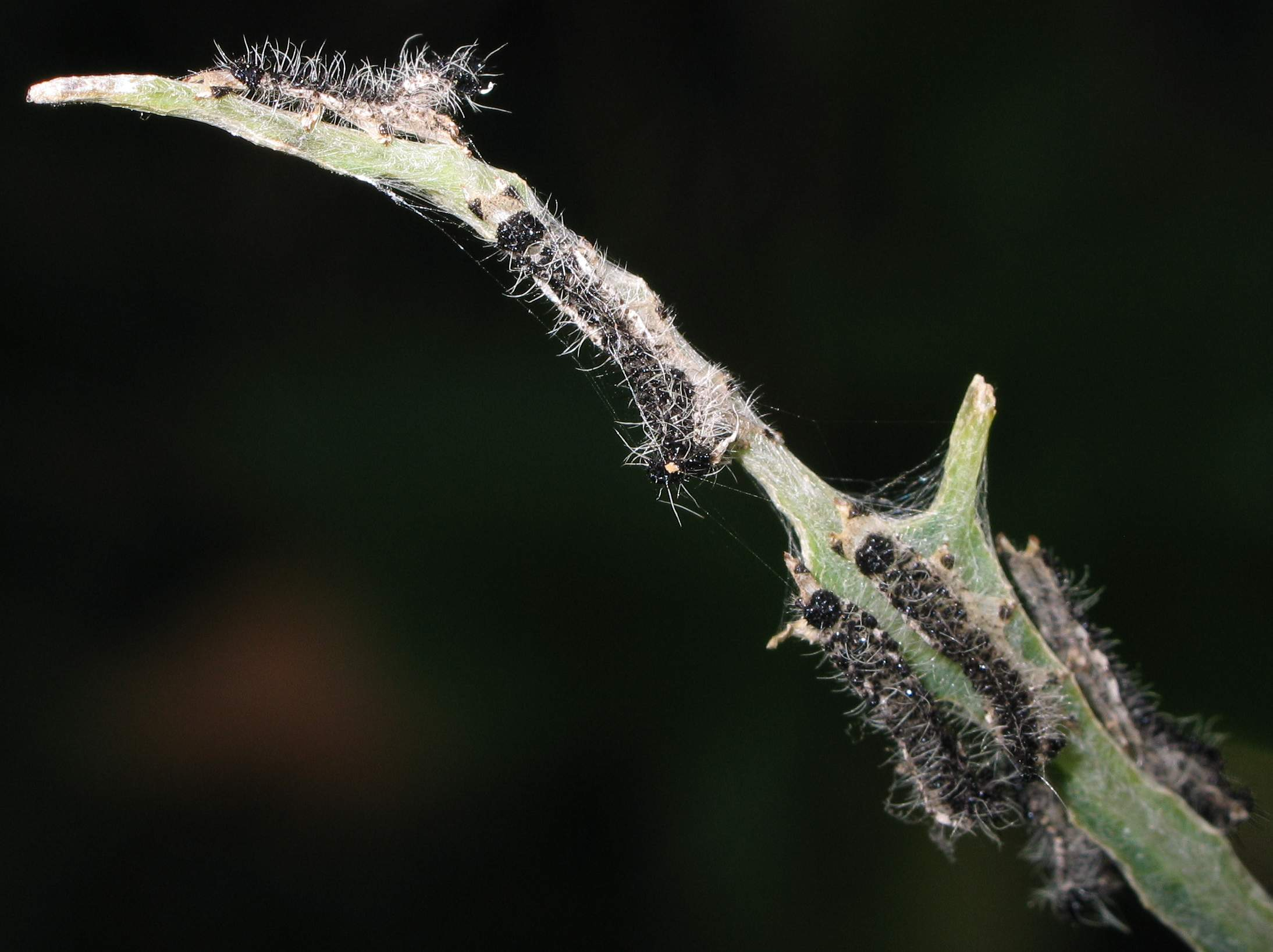
Exuvie di Pieris brassicae

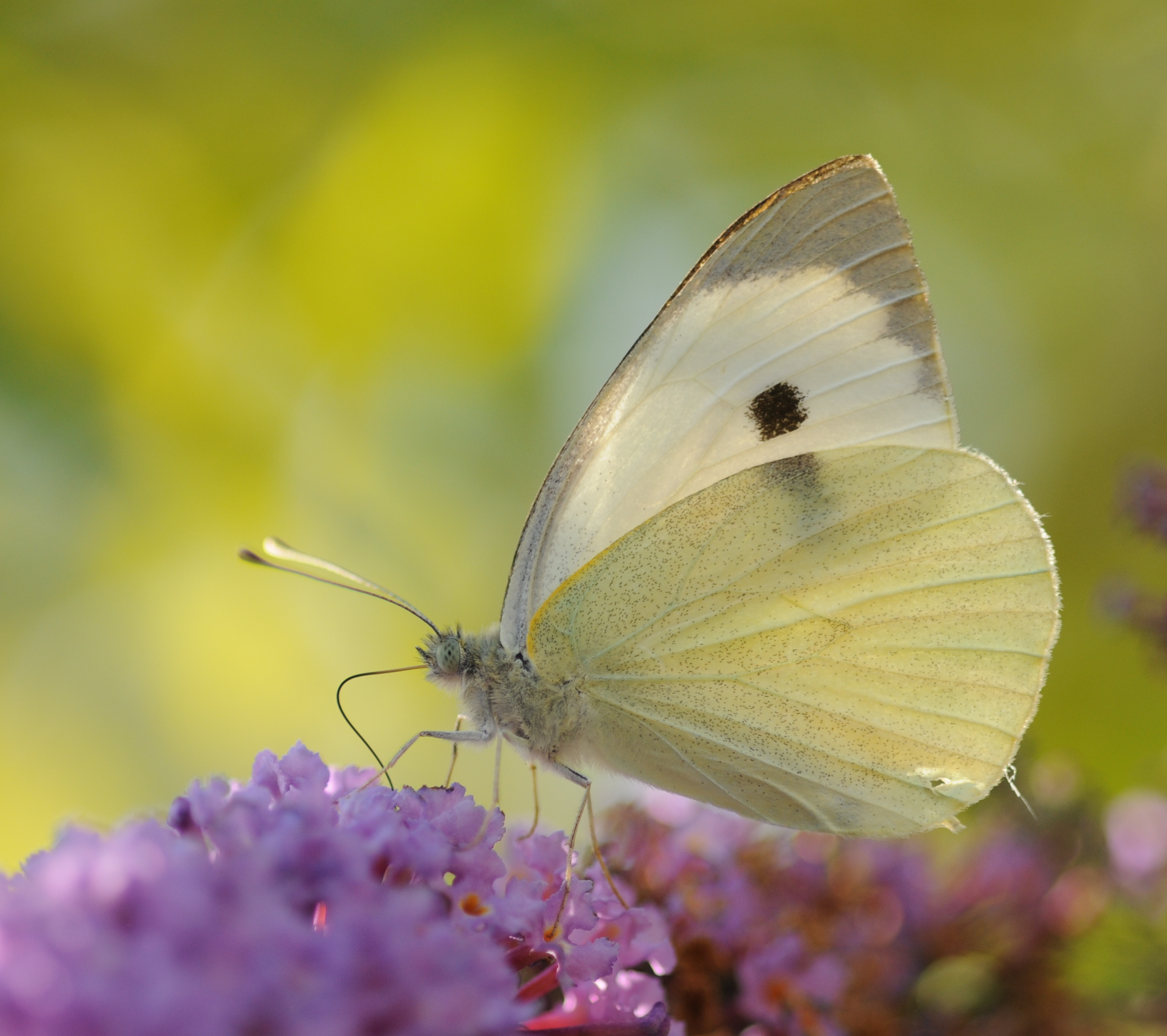
Una femmina sugge il nettare dall'infiorescenza di una Buddleja davidii

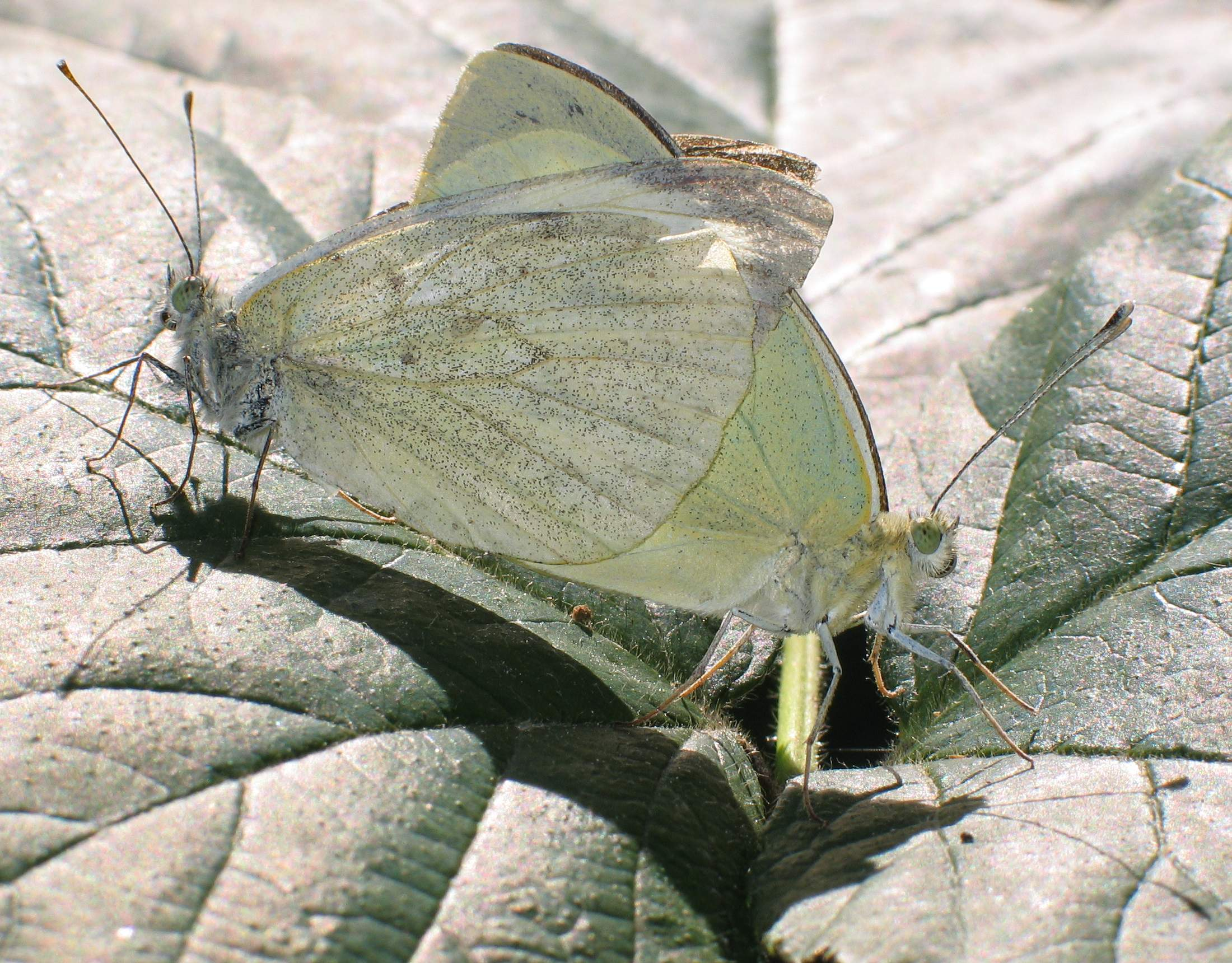
Fase di accoppiamento

### Larva
Le larve si rivengono tra i mesi di maggio e novembre, in raggruppamenti vicini. I bruchi sono di un colore verde pallido, riccamente punteggiato di macchie nere, con bande gialle lungo il dorso e i fianchi.

### Pupa
Le pupe sono succinte e si trovano tutto l'anno su palizzate o su qualsiasi supporto verticale, a volte anche nei giardini. Questa specie passa l'inverno sotto forma di pupa.

## Distribuzione e habitat
Si tratta di una specie paleartica, ben diffusa in tutta la penisola italiana, in Europa continentale e nel bacino del Mediterraneo, Africa Settentrionale compresa. Raggiunge anche i massicci dell'Himalaya. In alcuni casi è migrante (per esempio in Gran Bretagna).
Si può rinvenire in tutte le aree fiorite ed è particolarmente frequente nei giardini, dal livello del mare fino a 2200 m; in Italia può raggiungere i 2300 m di quota.

## Biologia

### Periodo di volo
Da aprile a ottobre, con 2-3 generazioni all'anno.

### Alimentazione
Principalmente le varietà coltivate di Brassicaceae, in particolar modo Brassica oleracea (cavolo), e le piante del genere Tropaeolum. Le foglie del cavolo vengono totalmente divorate, con conseguente danno economico per l'agricoltura.
Si è riscontrata la presenza di bruchi sulle seguenti specie di Brassicaceae:
- Armoracia rusticana
- Barbarea stricta
- Berteroa incana
- Brassica napus v. napobrassica
- Brassica oleracea v. botrytis
- Brassica oleracea v. capitata
- Brassica rapa
- Brassica spp.
- Bunias orientalis
- Cakile maritima
- Capsella bursa-pastoris
- Crambe maritima
- Draba incana
- Erysimum hieraciifolium
- Hesperis matronalis
- Isatis tinctoria
- Lepidium spp.
- Lunaria biennis
- Raphanus raphanistrum
- Raphanus sativus
- Sisymbrium spp.
- Tropaeolum majus
- Tropaeolum peregrinum
- Tropaeolum spp.

Si annoverano inoltre, tra le piante ospite, Reseda odorata (fam. Resedaceae), Capparis spinosa (fam. Capparaceae) e Nicotiana tabacum (fam. Solanaceae).

## Tassonomia
La specie viene suddivisa in 3 sottospecie con diverso areale:
- Pieris brassicae brassicae (LINNAEUS, 1758) (Europa e Africa Mediterranea)
- Pieris brassicae marghanita (HEMMING, 1941) (Kopet-Dagh)
- Pieris brassicae ottonis (RUBER, [1907]) (Pamir occidentale, Alaj, Darvaz, Tian Shan, Ghissar e Turan).